# Umbria (Schiff, 1884)
Die Umbria war ein 1884 in Dienst gestellter Ozeandampfer der britischen Reederei Cunard Line, der als Royal Mail Ship im Passagier- und Frachtverkehr auf der Route Liverpool–Queenstown–New York eingesetzt wurde. Sie war eine Trägerin des Blauen Bands und eines der größten Schiffe ihrer Zeit. Die Umbria wurde 1910 nach 145 Atlantiküberquerungen außer Dienst gestellt und zum Abbruch verkauft.

## Das Schiff
1883 bestellte die Cunard Line bei der Schiffswerft John Elder & Company in Govan bei Glasgow zwei neue baugleiche Schwesterschiffe, die im Passagierverkehr auf der Nordatlantikroute eingesetzt werden und zudem wettbewerbsfähig im Ringen um das Blaue Band, die begehrte Auszeichnung für die schnellste Atlantiküberquerung eines Passagierdampfers, sein sollten. Der Bau wurde finanziert, indem die beiden älteren Cunard-Schiffe Parthia und Batavia (beide von 1870) bei John Elder & Company in Zahlung gegeben wurden.
Das zuerst fertiggestellte dieser beiden Schiffe war die Umbria, der im März 1885 die Etruria folgte. Beide Schiffe waren 158,2 Meter lang, 17,43 Meter breit und hatten einen Rauminhalt von 7.718 BRT. Sie waren damit die bis dahin größten Schiffe der Cunard Line und gehörten zu den größten Schiffen weltweit. Sie waren die letzten Cunard-Schiffe, die mit Segeln ausgestattet waren und auch die letzten beiden, die mit einem einzelnen Propeller und Verbunddampfmaschinen angetrieben wurden.
Beim äußeren Design fielen die beiden relativ breiten Schornsteine auf. Das Schiff hatte zudem drei voll betakelte stählerne Masten. Eine Innovation auf der Umbria waren Kühlvorrichtungen für den Transport von verderblichen Lebensmitteln. Die Umbria wurde mit Verbunddampfmaschinen und neun Doppelender-Kesseln angetrieben, die insgesamt 320 Tonnen Kohle pro Tag verbrauchten und eine Geschwindigkeit von 19 Knoten (33,3 km/h) ermöglichten. Der Schiffsrumpf war in zehn wasserdichte Abteilungen gegliedert.
Die Ausstattung der Kabinen und Salons stellte den Inbegriff des Viktorianischen Zeitalters dar. Die Aufenthaltsräume der Ersten Klasse waren mit geschnitztem und geschmücktem Mobiliar und schweren Samtvorhängen ausgestattet und im damals sehr populären Bric-à-Brac-Design gehalten. Die Räumlichkeiten der Ersten Klasse, darunter der Speisesaal, Rauchsalon und Musiksalon, befanden sich auf dem Promenaden-, Ober-, Salon- und Hauptdeck. Die Zweite Klasse war für den damaligen Standard komfortabel und geräumig und stach viele Konkurrenten aus. Es konnten zunächst 550 Passagieren der Ersten Klasse und 800 der Zweiten Klasse an Bord genommen werden. Später wurden die Räumlichkeiten für 500 Passagiere der Ersten, 160 der Zweiten und 800 der Dritten Klasse ausgelegt.
Beide Schiffe machten sich durch ihre Größe, Schnelligkeit und luxuriöse Ausstattung einen Namen und zählten lange zu den Glanzstücken im nordatlantischen Passagierverkehr.

## Geschichte

### Rekordbrecher
Die Umbria lief am 25. Juni 1884 bei John Elder & Company unter großem Medieninteresse vom Stapel. Taufpatin war eine Mrs. Hope aus Edinburgh. Anfang Oktober 1884 wurden die Probefahrten abgeschlossen und am 1. November 1884 lief die Umbria in Liverpool zu ihrer Jungfernfahrt nach New York aus. Das Kommando hatte Theodore Cook, der dienstälteste Kapitän der Cunard-Flotte, der schon zu Zeiten der Segelschifffahrt im Dienst gewesen war.

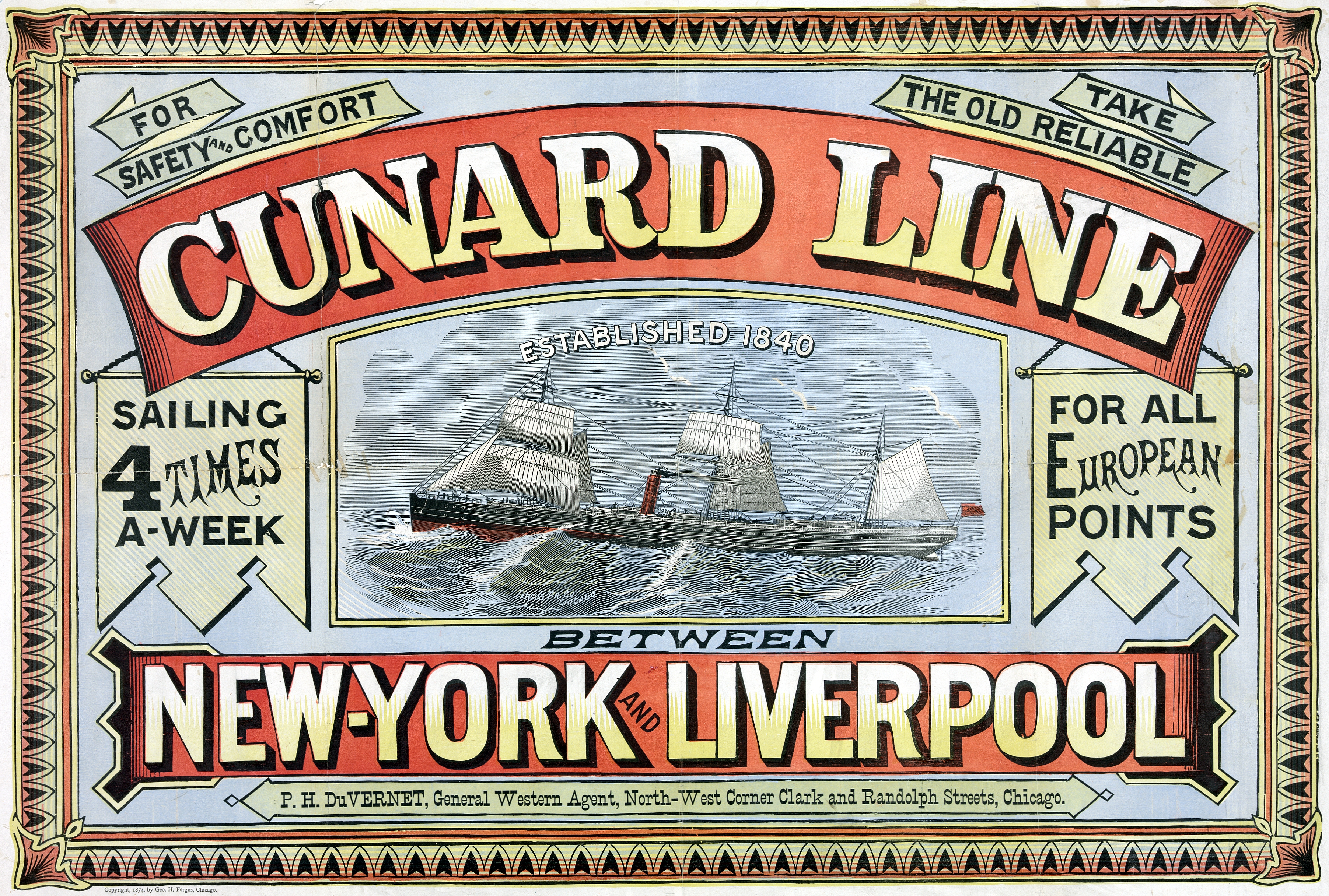
Werbeplakat der Cunard Line (1875)

Am 26. März 1885 wurden die Umbria und die gerade erst fertiggestellte Etruria von der britischen Admiralität eingezogen, um sie aufgrund einer politischen Krise zwischen Russland und Afghanistan als Hilfskreuzer einzusetzen. Der Konflikt löste sich jedoch kurz darauf und die Etruria konnte ihren Passagierverkehr wieder aufnehmen. Die Umbria wurde als Vorsichtsmaßnahme noch weitere sechs Monate einbehalten, bevor sie im September 1885 wieder Cunard übergeben wurde. Da das Schiff mit 130-mm-Kanonen versehen worden war, behielt man es für den Bedarfsfall als Ergänzung für die Royal Navy im Hinterkopf.
1887 nahm die Umbria ihrem Schwesterschiff das prestigeträchtige Blaue Band ab, als sie Sandy Hook am 4. April nach einer Fahrt von sechs Tagen, vier Stunden und 12 Minuten passierte. Sie hatte die Strecke von 5274 km von Queenstown bei einer durchschnittlichen Reisegeschwindigkeit von 19,22 Knoten (35,59 km/h) zurückgelegt und somit die bis dahin schnellste Atlantiküberquerung eines Dampfers absolviert. 1888 wurde sie jedoch wieder von der Etruria geschlagen.

### Unfälle und besondere Vorkommnisse
Am 10. November 1888 kollidierte die Umbria kurz nach der Abfahrt aus New York bei Sandy Hook mit dem Frachtdampfer Iberia der französischen Fabre Line. Der scharfe Bug der Umbria trennte das Heck der Iberia komplett ab, die daraufhin unterging. Die Verantwortung für den Unfall wurde der  Umbria und ihrer als gefährlich eingestuften hohen Geschwindigkeit gegeben.
Am 17. April 1890 rettete die Umbria, die New York fünf Tage zuvor mit 655 Passagieren an Bord verlassen hatte, die Besatzung der norwegischen Bark Magdalena, die einen Eisberg gerammt hatte und mit Wasser voll gelaufen war. Kapitän Gunderson und seine achtköpfige Crew setzten die Magdalena in Brand, um sie zu versenken, und wurden an Bord der Umbria nach Liverpool gebracht.
Zwei Jahre später sorgte die Umbria für Aufruhr, als sie auf hoher See verschollen schien. Am 17. Dezember 1892 verließ sie unter dem Kommando von Kapitän Horatio McKay Liverpool mit 400 Passagieren und einer großen Menge Post, legte den obligatorischen Zwischenstopp in Queenstown ein und dampfte in den offenen Atlantik. Ihre Ankunft in New York war für den 24. Dezember vorgesehen. Als sie bis zum 28. Dezember immer noch nicht angekommen war und es keine Spur von ihr gab, wuchsen die Sorgen und Spekulationen um ihren Verbleib. Neuigkeiten gab es erst am 29. Dezember, als der Kapitän des Dampfers Galileo aussagte, die Umbria an Heiligabend gesehen zu haben. Nach seiner Aussage wirkte das Schiff fahrunfähig und zeigte drei rote Positionslichter, die zwar signalisierten, dass es nicht mehr steuerbar war, dass es aber auch keine Hilfe von außen benötigte. Das Wetter sei schlecht gewesen und es hätte heftige Sturmwinde aus nordwestlicher Richtung gegeben. Die Umbria wurde auch von anderen Schiffen gesichtet, wie etwa der Gallia der Cunard Line am 26. Dezember oder der Manhanset am 30. Dezember, die mitteilte, dass an Bord der Umbria Reparaturen an der gebrochenen Welle vorgenommen wurden.
Der Grund für die lange Verspätung der Umbria war, dass am Nachmittag des 23. Dezember das Lager der Welle gebrochen war. Die Maschinen wurden sofort gestoppt, sodass der Dampfer steuerlos in dem hohen Wellengang dahin trieb. Obermaschinist Tomlinson und seine Männer arbeiteten ununterbrochen an der Reparatur. Am Abend des 23. Dezember bot das Dampfschiff Bohemia an, die Umbria in Schlepp zu nehmen und nach New York zu schleppen. Das Seil riss jedoch gegen 22 Uhr in dem schweren Sturm. Am nächsten Morgen war die Bohemia verschwunden. Am 27. Dezember waren die Instandsetzungsarbeiten so weit abgeschlossen, dass die Umbria ihre Fahrt nach New York wieder aufnehmen konnte. Sie traf dort zur Erleichterung aller und vor tausenden Schaulustigen am 31. Dezember um 23 Uhr abends mit einer Woche Verspätung ein. Nach weiteren Reparaturen lief sie am 4. Februar 1893 wieder nach Liverpool aus und nahm am 1. April ihren regulären Dienst wieder auf.
Am 28. Juni 1896 lief die Umbria eine Stunde nach der Abfahrt von ihrem Pier am Fuß der Clarkson Street in New York kurz vor der Kurve in den Gedney Channel, etwa drei Kilometer vor Sandy Hook auf das Wrack der Bark Andrew Jackson auf. Der mit Kohle beladene Segler war im Vormonat nach der Kollision mit dem britischen Dampfer Vedra gesunken. Das Schiff steckte so lang fest, bis es bei der nächsten Flut mit Hilfe von sieben Schleppern befreit werden konnte. An Bord der Umbria befand sich die Rudermannschaft der Yale University auf dem Weg zur Henley Royal Regatta. Nachdem Taucher keinen Schaden an der Schiffshülle feststellen konnten, setzte die Umbria ihre Reise fort.

### Einsatz im Burenkrieg
Nach Ausbruch des Zweiten Burenkriegs in Südafrika am 12. Oktober 1899 wurde die Umbria am 22. Dezember 1899 von der britischen Regierung dazu bestimmt, Truppen und Waffen nach Südafrika zu bringen. Am 11. Januar 1900 lief sie zu ihrer ersten Fahrt aus. An Bord waren Milizen aus den Grafschaften  Warwickshire, Derbyshire und Durham. Die Umbria legte am 29. Januar in Kapstadt an. Auf der Rückreise nach Southampton brachte sie verwundete Soldaten nach Hause.
Im April 1900 traf das Schiff erneut in Kapstadt ein. Nach der Befreiung der Stadt Mafikeng von den Buren lag die Umbria während der Feierlichkeiten in Port Natal (heute Durban) vor Anker. Am 7. Juni 1900 legte sie zum letzten Mal in Kapstadt ab und traf am 26. Juni mit 600 Verwundeten an Bord in Southampton ein. Cunard ließ das Schiff generalüberholen und gab es am 21. Juli wieder in den Liniendienst nach New York. 1901 wurden die Umbria und die Etruria mit von Guglielmo Marconi erfundenen Apparaten zur drahtlosen Telekommunikation ausgestattet.

### Versuchter Bombenanschlag
Am 9. Mai 1903 geriet die Umbria erneut in die Schlagzeilen, als die New Yorker Polizei einen Brief erhielt, in dem mitgeteilt wurde, dass an Bord der in New York vor Anker liegenden Umbria eine Bombe platziert wurde. In dem Brief stand, dass die Bombe eigentlich für die Oceanic der White Star Line gedacht gewesen war. Da sich auf diesem Schiff aber mehr Frauen und Kinder als auf der Umbria befanden, wurde der Plan geändert. In dem Brief wurde darauf hingewiesen, dass es sich um das Werk der Mafia handelte, die auf diese Weise die britischen Schifffahrtsinteressen im New Yorker Hafen beeinträchtigen wollte.
Am Mittag des 9. Mai sollte die Umbria zu ihrer nächsten Fahrt ablegen, aber die Polizei sperrte ihr Pier und ließ die Abfahrt durch den Kapitän verschieben. Die Beamten durchsuchten das Schiff und fanden die Bombe in der Nähe der Gangway zur Ersten Klasse. Das 91 cm lange und 61 cm breite Objekt wurde an einem Seil ins Wasser hinuntergelassen, wieder heraufgeholt und geöffnet. Der Zünder war mit 45 Kilogramm Dynamit verbunden, der bei einer Detonation auf See erheblichen Schaden angerichtet hätte.
Der Polizei lag neben dem Brief die Beschreibung von zwei „italienisch“ aussehenden Männern vor, die beim Platzieren der Bombe gesehen worden waren. Die Spur der Bombenbauer ließ bis nach Chicago verfolgen. Die Umbria legte am 16. Mai, eine Woche verspätet, nach Liverpool ab.

### Das Ende
Nach der Umbria und der Etruria stellte die Cunard Line die beiden größeren und moderneren Schwesterschiffe Campania und Lucania in Dienst, die neue Rekorde aufstellten und hoch in der Gunst des zahlenden Publikums lagen. Die Umbria legte am 12. Februar 1910 zu ihrer letzten Fahrt nach New York ab. Die Rückfahrt begann am 23. Februar. Die Demontage begann direkt, nachdem nach der Ankunft in Liverpool am 4. Februar 1910 die Passagiere von Bord gegangen waren.
Die Umbria wurde für 20.000 Pfund Sterling an die Forth Shipbreaking Company verkauft und in der schottischen Küstenstadt Bo’ness abgewrackt.